# Fulton Allem
Fulton Peter Allem (Kroonstad, Vrijstaat, 15 september 1957) is een Zuid-Afrikaanse golfer. Hij won drie toernooien op de Amerikaanse PGA Tour en speelt sinds 2007 op de Champions Tour.

## Professional
Allem werd in 1976 professional en speelde de eerste jaren op de Sunshine Tour, waar hij elf toernooien won. Hij won drie keer het PGA Kampioenschap op The Wanderers Golf Club. In 1991 behaalde hij de eerste overwinning op de PGA Tour, en in 1993 won hij daar nog twee keer.
Daarna kreeg hij enkele medische problemen, een hernia in 1994 en Pericarditis in 1998. Hij bleef last van zijn rug houden, en kreeg ook enkele hartaanvallen. In 2007 begon hij op de Champions Tour te spelen. 

### Gewonnen
Sunshine Tour
- 1986: Minolta Match Play Championship, Palabora Classic
- 1987: Palabora Classic, South African PGA Championship
- 1988: Palabora Classic
- 1989: Minolta Match Play Championship
- 1990: Lexington PGA Championship, Twee Jonge Gezellen Masters, Goodyear Classic
- 1991: ICL International

PGA Tour
- 1991: Independent Insurance Agent Open
- 1993: Southwestern Bell Colonial, NEC World Series of Golf

Anders
- 1988:  Million Dollar Challenge